# Taratal
Taratal (en népalais : ताराताल) est un comité de développement villageois du Népal situé dans le district de Bardiya. Au recensement de 2011, il comptait 8 431 habitants.